# کوه شره زول
کوه شره‌زول به کُردی شه‌ره‌زۊل در ناحيهٔ ایوان در ۲۳ کيلومترى شمال غربی شهرستان ايلام واقع شده‌است. ارتفاع اين کوه حدود ۲۰۵۰ متر است و به صورت رشتهٔ نسبتاً طويلى به درازاى ۴۱ و پهناى متوسط ۵ کيلومتر از شمال غربى به جنوب شرقى امتداد و گسترش يافته است. چشمه دهستان سراب، سراب خوران، چشمه های "دانوک، پلنگ کُنام، دِرِگْ ، وِنیت، چَفْتَه" و همچنین چشمه های سیاهگل ایوان که اصلی ترین شاخه رودخانه گنگیر می باشد از این کوه سرچشمه می‌گیرند.
شهرستان چوار در جنوب و دهستان‌های سراب بازان و مرکزی در دامنه‌های شمالی این کوه جای گرفته‌اند. بخش شمال غربی آن از جنگلهای بلوط پوشیده شده‌است. رودخانه‌های گنگیر ایوان، کلال‌رود، کزاب و مورت از این کوه سرچشمه می‌گیرند.